# Луцій Варій Руф
Луцій Варій Руф (лат. Lucius Varius Rufus; 74 — 14 роки до н. е.) — давньоримський поет часів правління імператора Октавіана Августа.

## Життєпис
Стосовно місця народження, а також родини Луція Варія Руфа немає відомостей. Це був здебільшого епічний поет. Він входив до літературного гуртка Гая Цильнія Мецената, товаришував із Вергілієм і Горацієм. За поглядами був епікурейцем.
Найвідомішим твором Руфа є трагедія «Фієст». Вона була поставлена 29 року до н. е. на святах, присвячених черговій річниці перемоги Октавіана у битві при Акції. За цю п'єсу Варій Руф отримав від імператора 1 млн. сестерціїв.
Іншою значною справою Руфа було видання «Енеїди» Вергілія після смерті останнього. За наказом Августа Руф разом із Плотієм Туккою організував перше видання «Енеїди», незважаючи на незакінченість твору Вергілія.

## Твори
- «Про смерть». Епічна поема.
- «Панегірик Августу»
- «Фієст». Трагедія.